# Mileniul al IV-lea î.Hr.
(Mileniul al V-lea î.Hr. - Mileniul al IV-lea î.Hr. - Mileniul al III-lea î.Hr. - alte secole și milenii)
Al patrulea mileniu î.e.n. a durat din anul 4000 î.e.n. până în anul 3001 î.e.n.

## Evenimente
Popoarele indo-europene sunt originale din regiunile central asiatice si zona măriilor Caspice si Arai. Erau popoare seminomade ce se ocupau cu agricultura, cresterea animalelor, vanatoarea si pescuitul. Erau organizati in confederatii de trib razboinice pe baza democratiei. Au migrat in mileniile V-III î. Hr. spre Europa, India si Orientul apropiat si mijlociu, asimiland cultural si lingvistic pe bastinasii neolitici.

## Secole
| Secolul XXXI î.Hr. | Secolul al XXXII-lea î.Hr. | Secolul al XXXIII-lea î.Hr. | Secolul al XXXIV-lea î.Hr. | Secolul al XXXV-lea î.Hr. | Secolul al XXXVI-lea î.Hr. | Secolul al XXXVII-lea î.Hr. | Secolul al XXXVIII-lea î.Hr. | Secolul al XXXIX-lea î.Hr. | Secolul al XL-lea î.Hr. |